# Paro

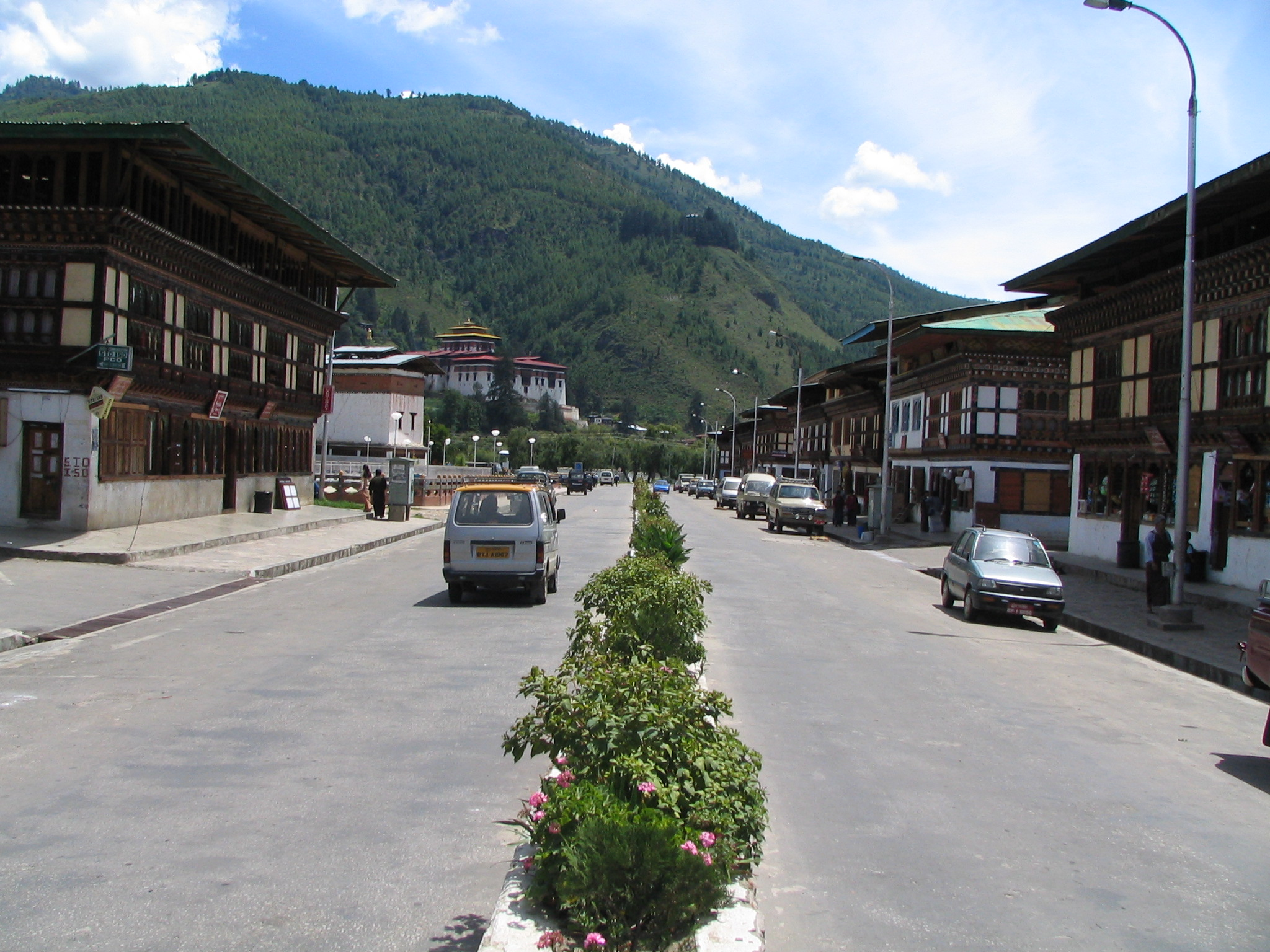
Ulice v Paru

Paro je menší město v západním Bhútánu s přibližně 15 tisíci obyvateli, které se nachází v nadmořské výšce přibližně 2400 metrů. 

## Historie
V 17. století se museli Bhútánci opakovaně bránit proti útokům Tibeťanů. Paro sehrálo v tomto konfliktu mezi Bhútánem a Tibetem důležitou roli, protože existovalo nezaledněné spojení mezi Tibetem a Parem přes údolí Chumbi (které se nyní nachází v indickém státě Sikkim). Paro mělo strategicky důležitou roli v obraně Bhútánu proti pokusům Tibetu dobýt jej.
Ve vnitřních politických konfliktech v Bhútánu sehrál důležitou roli Talvogt z Para na konci 19. století. Boj o moc vyzněl nakonec ve prospěch Ugyena Wangčhuga, prapradědečka současného krále Džigme Khesara Namgjela Wangčhuga, který zvítězil v roce 1907 s pomocí Angličanů a byl v Punákce zvolen prvním králem Bhútánu.

## Ekonomika
S výstavbou silničního spojení mezi hraničním městem Phuntsholing a Thimbú s odbočkou do Para bylo v roce 1960 spojení karavanami nahrazeno silničním spojením. Ještě v roce 1958 indický premiér Džaváharlál Néhrú s dcerou Indírou Gandhíovou cestovali na hřbetech jaků ze Sikkimu do Para na státní návštěvu k tehdejšímu králi Bhútánu Džigme Dordže Wangčhugovi. 
Základem hospodářství je úrodná půda v údolí Para. V současnosti se kromě rýže pěstují i jablka a brambory. Významnou roli též hraje cestovní ruch. Významnou roli mají též hotely, restaurace a letiště.
V údolí Para se nachází jediné mezinárodní letiště v Bhútánu. Letiště v Paru bývá považováno za jedno z nejnáročnějších civilních letišť na světě. Má pouze jednu přistávací dráhu. Letouny prolétají kolem 5 500 metrů vysokých himalájských horských vrcholů a délka dráhy 1980 metrů představuje dvojitou výzvou kvůli nízké hustotě vzduchu. Jen osm pilotů mělo k 8. prosinci certifikát k přistávání na letišti v Paru. Letiště každoročně odbaví asi 30 tisíc osob.

## Cestovní ruch
Největší společenskou událostí pro obyvatele Para je každoroční klášterní festival (Cečhu), který se koná na jaře a přitahuje stovky návštěvníků ze zahraničí. V roce 2004 byl v údolí Para otevřen nejdražší hotel v království Bhútánu.

## Zajímavosti
- Dungtse Lhakhang (Buddhistický chrám, 17. století)
- Drukyel-Dzong (zřícenina klášterní pevnosti)
- Kyichu Lhakhang (Buddhistický chrám, 7. století)
- Národní Muzeum, Ta Dzong
- Paro Dzong (Klášter, Pevnost, 17. století)
- Taktshang (8. století)
- Tradiční domy zemědělců

Paro
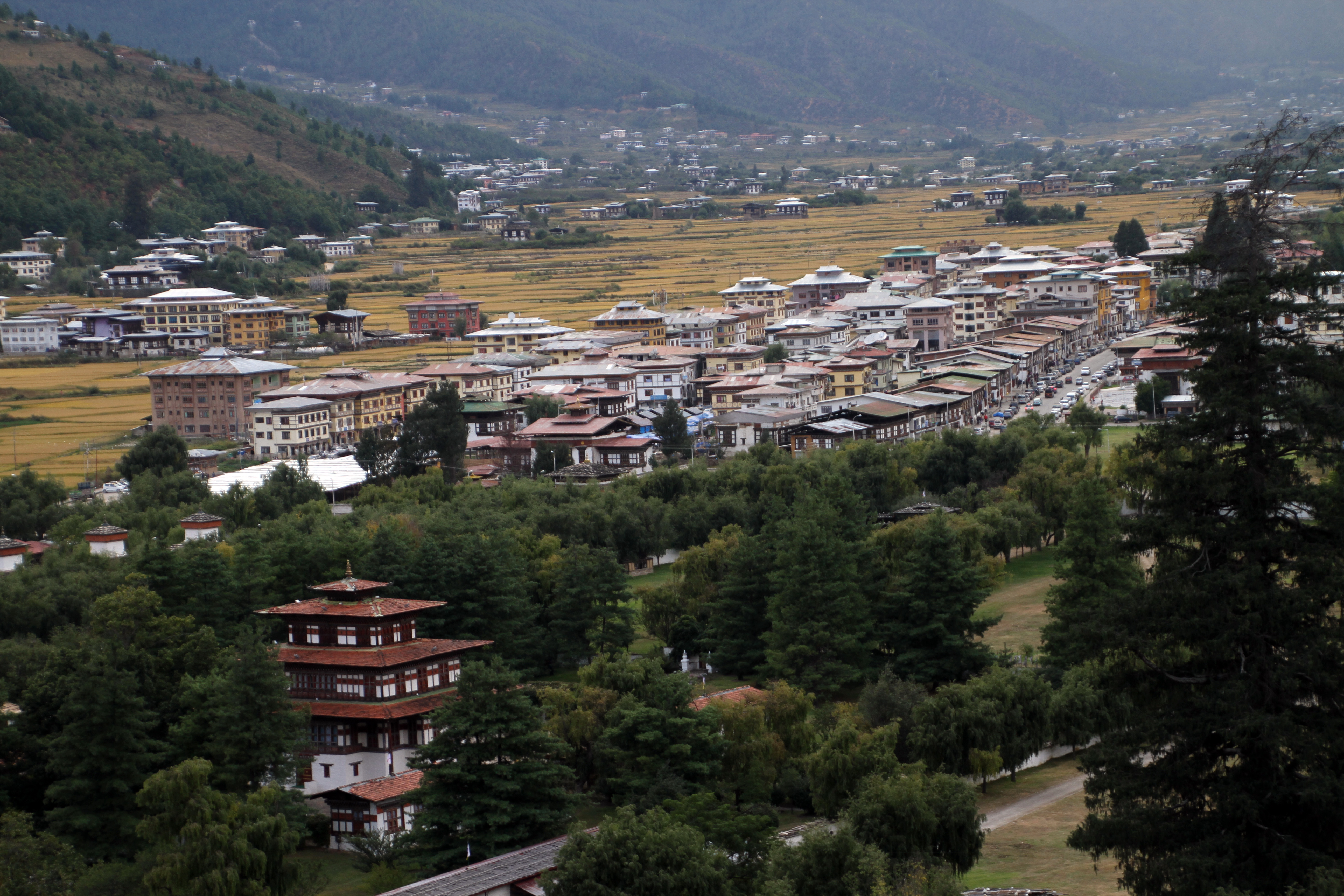
Paro
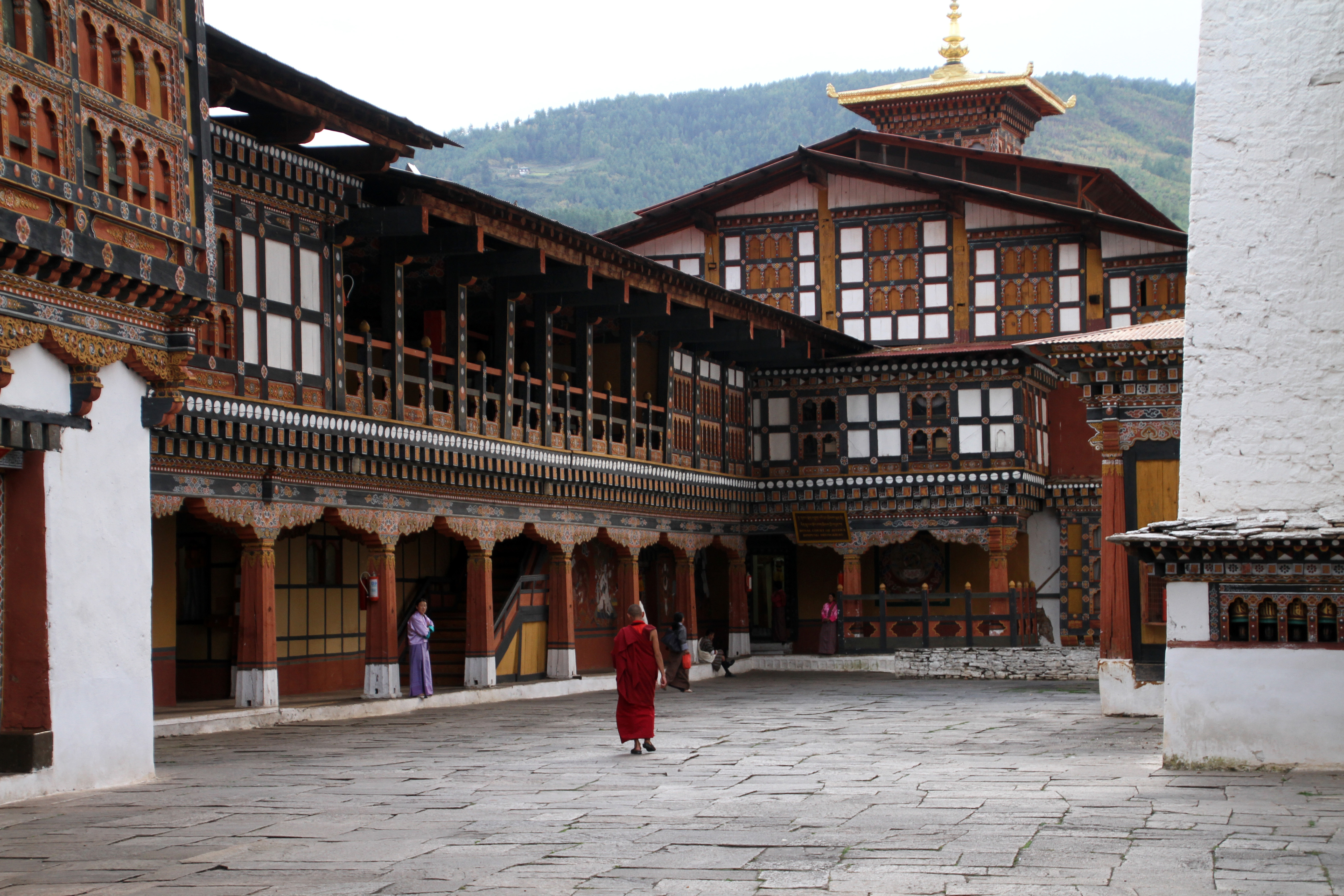
Dzong
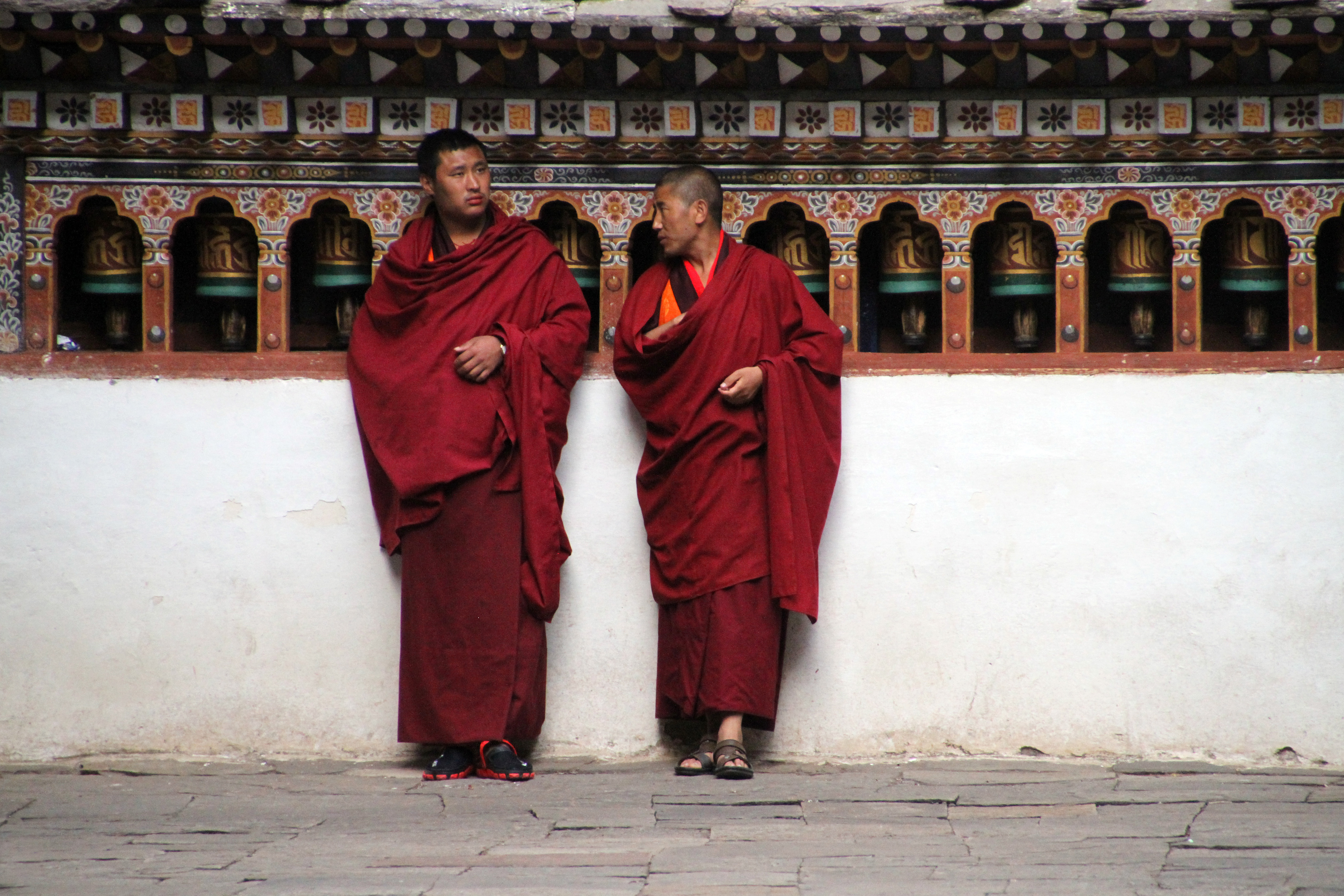
Dzong
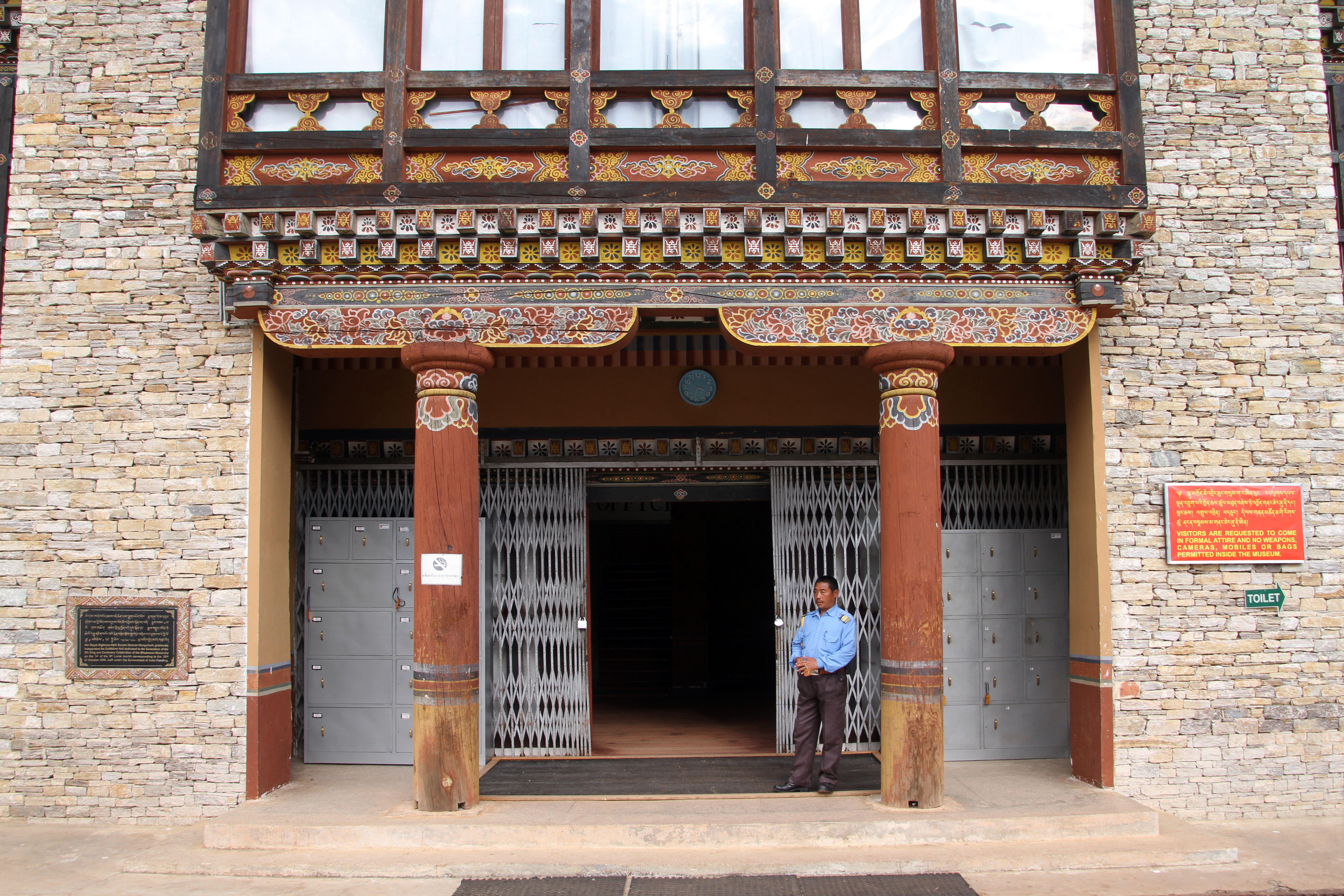
Paro Muzeum
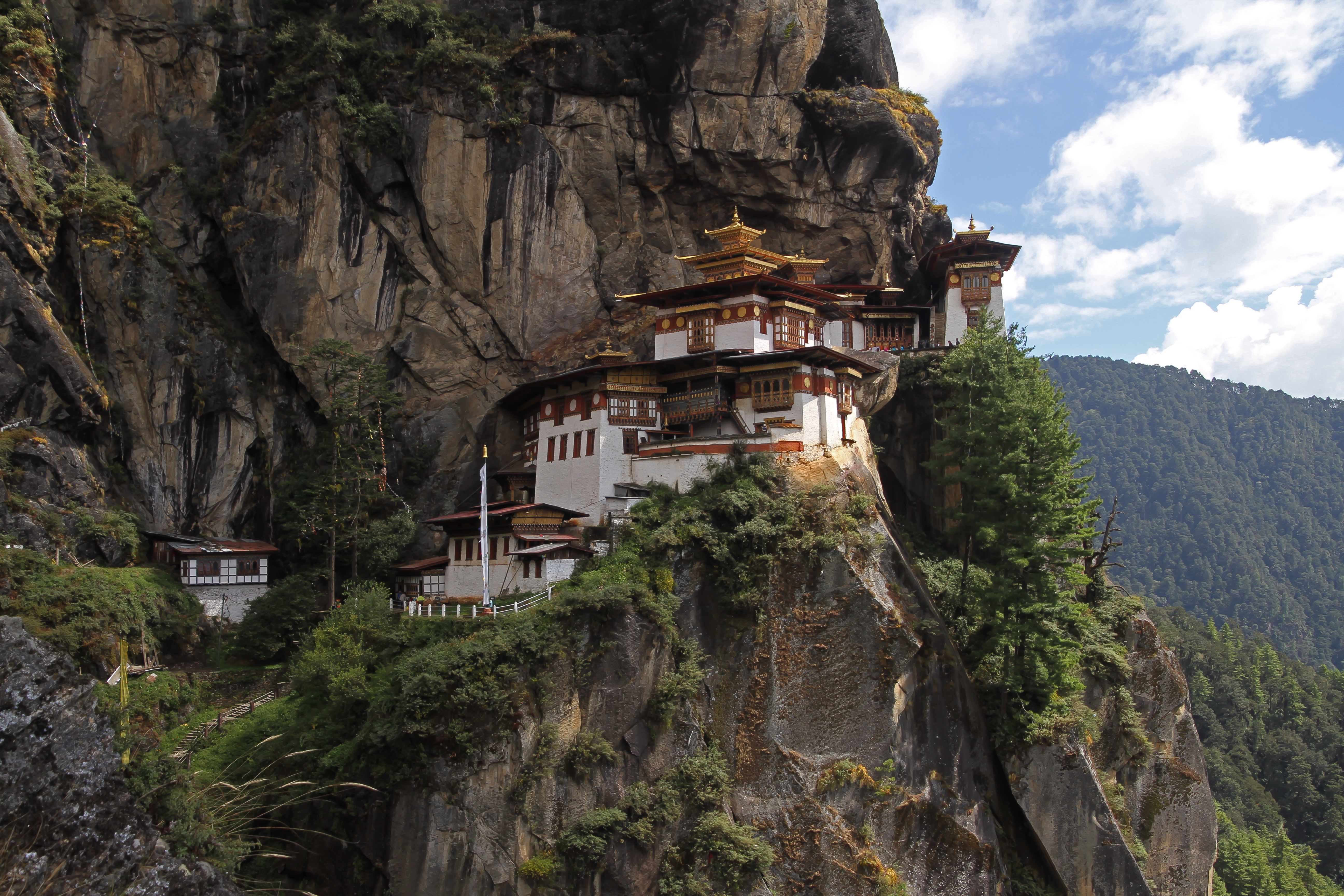
Taktshang